# Lennie Niehaus
Leonard "Lennie" Niehaus (San Luis, Misuri, 1 de junio de 1929-Redlands, California, 28 de mayo de 2020) fue un compositor, arreglista y saxofonista estadounidense.

## Carrera
Estudió violín, oboe y fagot, antes de descubrir el saxofón. Tras conseguir el Bachelor of Arts en música (1951) se enrola en la big band de Jerry Wald, donde asume, ya de forma definitiva, el saxo alto. En 1954, se incorpora a la orquesta de Stan Kenton, para quien realiza también arreglos musicales y con quien permanece hasta 1959. En ese periodo, toca también con los Giants de Shorty Rogers y graba para Contemporary Records, con Jimmy Giuffre, Bob Enevoldsen, Frank Rosolino, Hampton Hawes, Shelly Manne, Mel Lewis... hasta convertirse en un verdadero "emblema del West Coast jazz. También graba para Mercury y Victor con Shorty Rogers, y para Capitol con Stan Kenton.
En los años 1960, trabaja con Lalo Schifrin y comienza a dedicar su tiempo a la composición de música para el cine y para la televisión, abandonando definitivamente la escena del jazz. En la década de los 80, Niehaus se convierte en uno de los compositores más preciados de Hollywood, con una larga lista de Bandas Sonoras en películas de primera línea, destacando sus colaboraciones con Clint Eastwood.
El 28 de mayo de 2020 muere en California, a tres días de celebrar su cumpleaños número 91.

## Filmografía musical
- Gran Torino, 2008
- Changeling, 2008
- Cartas desde Iwo Jima, 2006
- Banderas de nuestros padres, 2006
- Million dollar baby, 2004
- Mystic River, 2003
- Deuda de sangre, 2002
- Space Cowboys 2000
- True Crime, 1999
- Pocahontas II: Viaje a un nuevo mundo, 1998
- Medianoche en el jardín del bien y del mal, 1997
- Los puentes de Madison, 1995
- Lush Life, 1993
- Un mundo perfecto, 1993
- Sin perdón, 1992
- Cazador blanco, corazón negro, 1989
- Bird, 1988
- El sargento de hierro, 1986
- Ratboy, 1986
- El jinete pálido, 1985
- En la cuerda floja, 1984
- Ciudad muy caliente, 1984